# Physics Analysis Workstation

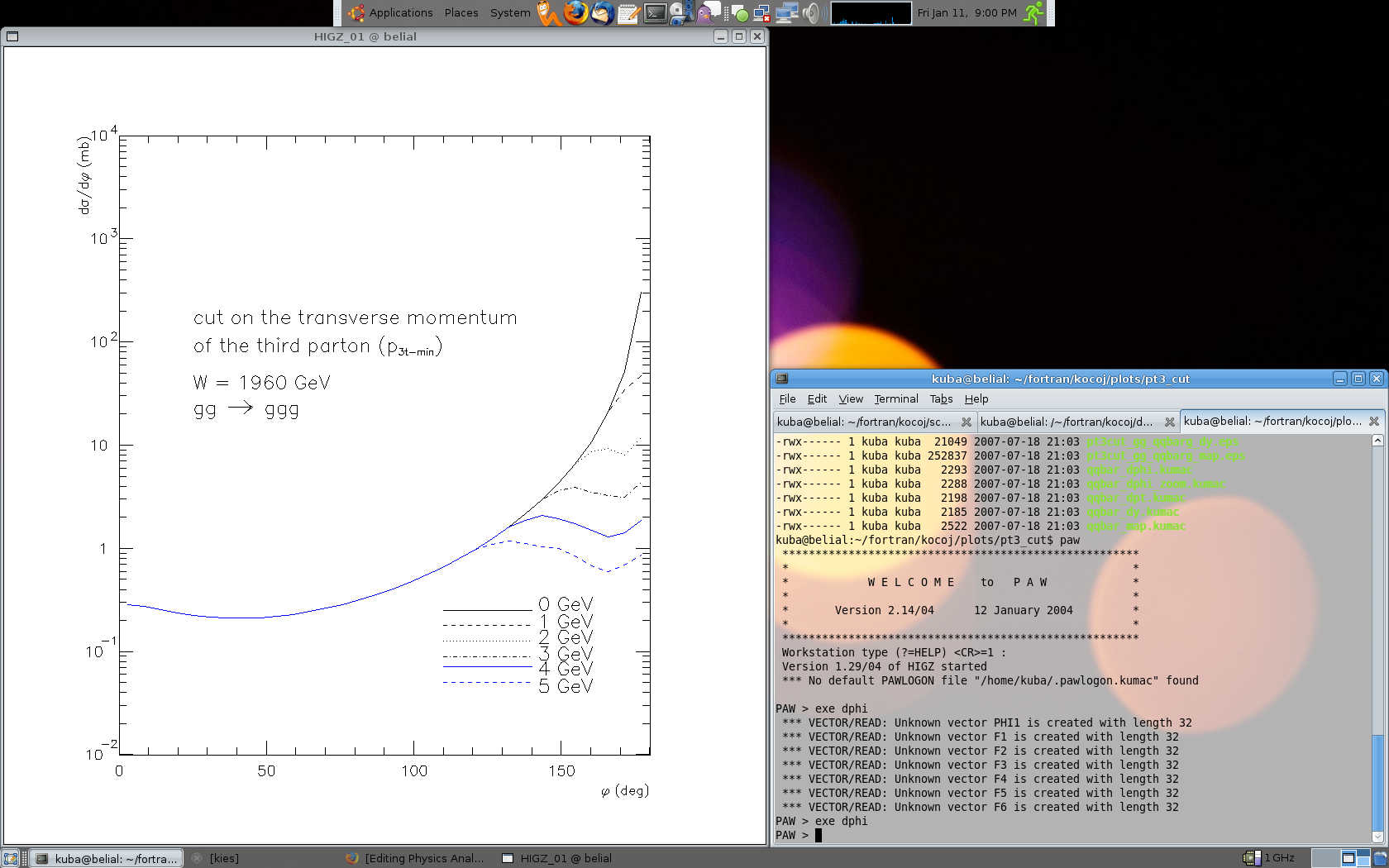

PAW o Physics Analysis Workstation  è un sistema interattivo disegnato per l'analisi statistica o matematica dei dati nonché la loro rappresentazione. Trova largo uso in ambito fisico per il quale è stato pensato. Basato su diversi componenti sviluppati dalla CERN Program Library, viene  distribuito gratuitamente nei termini della licenza GNU.

## Nota Storica
Il progetto di costruire un pacchetto software utile per l'analisi dati in fisica particellare fu promosso al CERN agli inizi del 1986. La prima versione dell'ambiente di analisi, venne distribuita agli inizi del 1988. Successivamente, furono pubblicate diverse versioni ed attualmente il software è utilizzabile su diversi sistemi operativi, da macchine UNIX, a PC Windows.

## Funzionalità del software
Il programma è stato ottimizzato per la manipolazione di dati, in particolare per produrre e manipolare istogrammi, vettori o liste di eventi. Consente l'uso di diversi algoritmi per il fitting dei dati sperimentali e la loro rappresentazione grafica.
PAW possiede una propria interfaccia che consente all'utente di dialogare con l'applicazione stessa (KUIP). Il sistema PAW, inoltre, combina più strumenti e pacchetti software che possono essere usati indipendentemente o contemporaneamente e che spesso hanno già da tempo un uso diffuso.
Questi, sono: HPLOT, MINUIT, HIGZ, HBOOK, KUIP, SIGMA, ZEBRA, COMIS.